# San Carlos (La Plata)
San Carlos es una localidad argentina del partido de La Plata en la provincia de Buenos Aires, perteneciente al Gran La Plata.

## Geografía

### Ubicación
Está ubicada a 4 km al oeste del centro de la ciudad de La Plata, localidad cabecera del partido homónimo. Abarca una superficie de 14,37 km² y está delimitado por las calles 131 de 520 a 52, de ahí hasta 155, hasta 38, hasta 149, hasta 512, hasta 134, hasta 514, hasta 133 y hasta 520. De reciente creación, abarca los barrios de Gambier, Las Quintas, La Cumbre y Las Malvinas.
La localidad está atravesada por las avenidas 520, 32 y 44, de gran circulación vehicular y con cientos de locales comerciales.

### Población
Tiene una población de entre 43,366 habitantes (Indec, 2001).

### Sismicidad
La región responde a las subfallas «del río Paraná», y «del río de la Plata», y a la falla de «Punta del Este», con sismicidad baja; y su última expresión se produjo el 30 de noviembre de 2018 (6 años), a las 10:27 UTC-3, con una magnitud de 3,8 en la escala de Richter.
La Defensa Civil municipal debe advertir sobre escuchar y obedecer acerca de 
Área de
- Tormentas severas, algo periódicas
- Baja sismicidad, con silencio sísmico de 6 años